# 根尾川大橋
根尾川大橋（ねおがわおおはし）は、岐阜県本巣市と岐阜県揖斐郡大野町との間の、根尾川にかかる岐阜県道53号岐阜関ケ原線の桁橋である。
岐阜関ケ原線は、当初から4車線で計画された道路である。根尾川大橋も当初から4車線の橋として計画されていたが、供用開始時は2車線の橋として開通。予定通りの4車線の橋となったのは、供用開始から約40年後である。

## 概要
- 供用開始：
  - 上流側1974年（昭和49年）
  - 下流側2010年（平成22年）
- 延長：266.3m
- 幅員：17.0m （車道2車線+歩道両側）
- 所在地：岐阜県本巣市温井（ぬくい） - 岐阜県揖斐郡大野町下磯

## 周辺
- LCワールド本巣
- リバーサイドモール

## 隣の橋
（下流） 鷺田橋 - 【揖斐川合流点】 - 下座倉大橋 - 根尾川大橋 - 真大橋 - 薮川橋  - 大野橋 - 万代橋 - 谷汲山大橋 - 第一根尾川橋梁（樽見鉄道） （上流）